# Frontera entre Bielorrusia y Letonia
La frontera entre Bielorrusia y Letonia tiene una longitud de 172,912 km. Abarca  desde el triple punto con Lituania al triple punto con Rusia.
La frontera actual entre las repúblicas de Bielorrusia (miembro de la CEI) y Letonia (miembro de la UE) se estableció después de la disolución de la Unión Soviética y se confirmó mediante un acuerdo del 21 de febrero de 1994 sobre el establecimiento de la frontera, finalizado el 10 de abril de 2013 en el acuerdo sobre el funcionamiento de la misma.
Durante aproximadamente 16,6 km la frontera corre a lo largo del río Daugava. También cruza el lago Rychy y una isla ubicada en el.

## Cruces de frontera
El decreto del 10 de mayo de 2006 del presidente de Bielorrusia número 313 estableció los siguientes pasos fronterizos.
| # | Nombre (Letonia—Bielorrusia)                    | Tipo de cruce      |
| - | ----------------------------------------------- | ------------------ |
| 1 | Bihosava (Бігосава) — Indra                     | Ferrocarril        |
| 2 | Hryharowshchyna (Грыгароўшчына) — lv:Paternieki | Carretera          |
| 3 | Urbany (Урбаны) — Silene                        | Carretera          |
| 4 | Hawrylina (Гаўрыліна) — Meikšāni                | Cruce simplificado |
| 5 | Druya (Друя) — lv:Piedruja                      | Cruce simplificado |
| 6 | Lipawka (Ліпаўка) — Vorzova                     | Cruce simplificado |
| 7 | Plyusy (Плюсы) — Kaplava                        | Cruce simplificado |